# Eslovenia en los Juegos Europeos de Minsk 2019
Eslovenia participó en los Juegos Europeos de Minsk 2019. Responsable del equipo nacional fue el Comité Olímpico Esloveno.

## Medallistas
El equipo de Eslovenia obtuvo las siguientes medallas:
| Nombre         | Deporte            | Competición            |
| -------------- | ------------------ | ---------------------- |
| Oro            |                    |                        |
| Maja Mihalinec | Atletismo          | 100 m F                |
| Teja Belak     | Gimnasia artística | Salto de potro F       |
| Klara Apotekar | Judo               | –78 kg F               |
| Toja Ellison   | Tiro con arco      | Compuesto individual F |
| Plata          |                    |                        |
| Tjaša Ristič   | Karate             | Kumite –61 kg F        |
| Bronce         |                    |                        |
| Maruša Štangar | Judo               | –48 kg F               |